# Epiphyllum oxypetalum

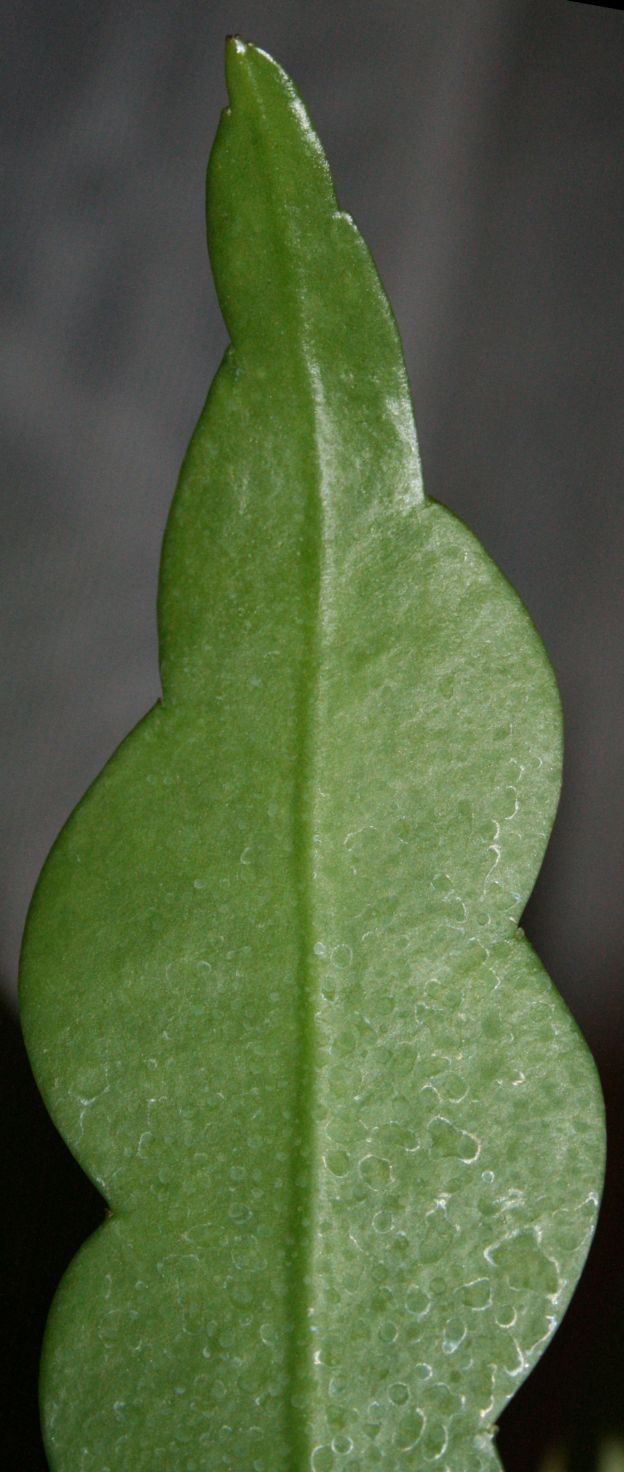

Az Epiphyllum oxypetalum egy eredetileg közép-amerikai elterjedésű epifita kaktusz, melyet hatalmas, éjjel nyíló virágai miatt széles körben termesztenek – sok megfelelő klímájú területen, így az Amerikai Egyesült Államok déli államaiban is termesztésből kiszabadulva is megtalálható. Angolszász nyelvterületen szokás – pontatlanul – éjjel nyíló oszlop[kaktusz]nak (night blooming cereus) is hívni, mivel virágai emlékeztetnek a San Pedro kaktusz virágaira.

## Elterjedése és élőhelye
Mexikó: Veracruz, Oaxaca és Chiapas államok; Guatemala, Venezuela, Brazília. Új-Guineában a kultúrából kiszabadulva terjedőben van. Megtalálható azonban Dél-Kaliforniában és Ázsia nagy részén is. Eredeti élőhelyén epifitikus vagy litofitikus 2000 m tszf. magasságig.

## Jellemzői
Legfeljebb 3 m magas cserje, gazdagon és szabálytalanul elágazik. Hajtásai igen hosszúak, kihegyezettek, magasra felkúsznak, hengeresek majd később lapítottak, 100–120 mm szélesek, az areoláknál bevágottak, matt zöldek. Virágai 250–300 mm hosszúak, legfeljebb 120 mm átmérőjűek, a virágtölcsér 130–150 mm hosszú, vöröses árnyalatú, elálló, 10 mm hosszú pikkelyekkel borított. A külső virágszirmok vöröses-borostyánszínűek, kicsik, 100 mm hosszúak, a belső szirmok befelé hajlanak, fehérek és keskenyek. A virág egyetlen éjszakára nyílik csupán ki. A bibe fehér, a porzók krémfehérek.

## Rokonsági viszonyai
A fajt eredetileg kultúrából származó növényről írták le, mely klónnak a gyűjtési helye ismeretlen. 1909-ben A. Purpus egy kissé eltérő formát gyűjtött St. Ana-ban (Orizaba, Mexikó), melynek epidermisze fénylő, külső szirmai kárminvörösek, a virágai kellemetlen illatúak és törékenyek. A növényt Phyllocactus purpusii néven írták le, Backeberg Epiphyllum oxypetalum var. pupusii-ra korrigálta az elnevezését.